# 中植資本國際
中植資本國際有限公司，簡稱中植資本國際（英語：ZZ Capital International Limited，港交所：8295），於1998年由楊佳錩（前主席及行政總裁）創立，名為「卓亚(企业融资)有限公司」，現時為輝立資本集團有限公司聯營公司。
現任主席為牛占斌。前身為「卓亞資本有限公司」。
現時業務在香港經營复牌服务、债务及公司企业重组、合并收购、融资、证券配售及包销、不良资产回收的服务、证券交易，并就证券及机构融资提供意见及提供资产管理。總部位於香港中环夏悫道12号美国银行中心1006室及1203室。
招股價為0.2港元，發行新股為3億股，集資額為0.6億港元，而股份則在2010年6月18日於港交所創業板上市。

## 連結
- AsianCapital.com.hk（页面存档备份，存于）